# Temporada 1955-56 de los St. Louis Hawks
La temporada 1955-56 fue la séptima de la franquicia en la NBA, la primera como St. Louis Hawks de San Luis (Misuri), ciudad que ya fue sede de los desaparecidos St. Louis Bombers, a donde se habían trasladado desde Milwaukee. La temporada regular acabó con 33 victorias y 39 derrotas, ocupando el tercer puesto de la División Oeste, empatados con el segundo, los Minneapolis Lakers, con los que jugaron un partido de desempate para determinar la clasificación. Se clasificaron para los playoffs, cayendo en las finales de división ante Fort Wayne Pistons.

## Elecciones en elDraft
| Ronda | Puesto | Jugador       | Posición  | Nacionalidad   | Universidad    |
| ----- | ------ | ------------- | --------- | -------------- | -------------- |
| 1     | 1      | Dick Ricketts | Ala-Pívot | Estados Unidos | Duquesne       |
| 2     | 7      | Jack Stephens | Escolta   | Estados Unidos | Notre Dame     |
| 3     | 15     | Al Ferrari    | Escolta   | Estados Unidos | Michigan State |
| 6     | 47     | Bob Carney    | Base      | Estados Unidos | Bradley        |

## Temporada regular
| División Oeste       | División Oeste | División Oeste | División Oeste | División Oeste | División Oeste | División Oeste | División Oeste | División Oeste |
| Equipo               | G              | P              | %              | PD             | Casa           | Fuera          | Neutral        | Div            |
| -------------------- | -------------- | -------------- | -------------- | -------------- | -------------- | -------------- | -------------- | -------------- |
| x-Fort Wayne Pistons | 37             | 35             | .514           | -              | 19-7           | 10-17          | 8-11           | 19-17          |
| x-Minneapolis Lakers | 33             | 39             | .458           | 4              | 14-12          | 6-21           | 13-6           | 19-17          |
| x-St. Louis Hawks    | 33             | 39             | .458           | 4              | 15-11          | 11-17          | 7-11           | 18-18          |
| Rochester Royals     | 31             | 41             | .431           | 6              | 15-14          | 6-21           | 10-6           | 16-20          |

## Playoffs

### Semifinales de División
Minneapolis Lakers - St. Louis Hawks
| Fecha       | Partido                                     | Ciudad      |
| ----------- | ------------------------------------------- | ----------- |
| 17 de marzo | St. Louis Hawks 116, Minneapolis Lakers 115 | San Luis    |
| 19 de marzo | Minneapolis Lakers 133, St. Louis Hawks 75  | Minneapolis |
| 21 de marzo | Minneapolis Lakers 115, St. Louis Hawks 116 | Minneapolis |
|             | St. Louis gana las series 2-1               |             |

### Finales de División
Fort Wayne Pistons - St. Louis Hawks
| Fecha       | Partido                                    | Ciudad     |
| ----------- | ------------------------------------------ | ---------- |
| 22 de marzo | Fort Wayne Pistons 85, St. Louis Hawks 86  | Fort Wayne |
| 24 de marzo | St. Louis Hawks 84, Fort Wayne Pistons 74  | San Luis   |
| 25 de marzo | Fort Wayne Pistons 107, St. Louis Hawks 84 | Fort Wayne |
| 27 de marzo | St. Louis Hawks 84, Fort Wayne Pistons 93  | San Luis   |
| 29 de marzo | Fort Wayne Pistons 102, St. Louis Hawks 97 | Fort Wayne |
|             | Fort Wayne gana las series 3-2             |            |

## Estadísticas
| Rk | Jugador       | Edad | P  | PT | MP   | TC  | TCI  | %TC  | 3P | 3PI | %3P | TL  | TLI  | %TL  | RO | RD | RT   | AS  | RB | TAP | BP | FP  | PTS  |
| 1  | Bob Pettit    | 23   | 72 |    | 38.8 | 9.0 | 20.9 | .429 |    |     |     | 7.7 | 10.5 | .736 |    |    | 16.2 | 2.6 |    |     |    | 2.8 | 25.7 |
| 2  | Chuck Share   | 28   | 72 |    | 27.4 | 4.4 | 10.2 | .430 |    |     |     | 4.8 | 6.9  | .695 |    |    | 10.8 | 1.8 |    |     |    | 4.4 | 13.6 |
| 3  | Jack Coleman  | 31   | 41 |    | 33.4 | 4.8 | 11.5 | .412 |    |     |     | 2.1 | 3.0  | .710 |    |    | 8.4  | 3.6 |    |     |    | 3.0 | 11.7 |
| 4  | Frank Selvy   | 23   | 17 |    | 26.1 | 3.9 | 10.8 | .366 |    |     |     | 3.1 | 4.2  | .746 |    |    | 3.2  | 2.1 |    |     |    | 2.2 | 11.0 |
| 5  | Jack Stephens | 22   | 72 |    | 30.8 | 3.4 | 8.9  | .386 |    |     |     | 3.4 | 5.0  | .692 |    |    | 5.2  | 2.9 |    |     |    | 2.0 | 10.3 |
| 6  | Bob Harrison  | 28   | 72 |    | 30.8 | 3.6 | 10.1 | .359 |    |     |     | 1.3 | 2.0  | .664 |    |    | 2.7  | 3.8 |    |     |    | 3.4 | 8.6  |
| 7  | Dick Ricketts | 22   | 29 |    | 26.8 | 3.2 | 10.4 | .312 |    |     |     | 1.9 | 2.7  | .705 |    |    | 6.8  | 2.8 |    |     |    | 4.0 | 8.4  |
| 8  | Al Ferrari    | 22   | 68 |    | 23.7 | 2.8 | 7.9  | .358 |    |     |     | 2.4 | 3.5  | .695 |    |    | 2.7  | 2.4 |    |     |    | 2.8 | 8.0  |
| 9  | Jack McMahon  | 27   | 36 |    | 23.8 | 2.8 | 8.6  | .331 |    |     |     | 1.5 | 2.6  | .579 |    |    | 2.6  | 3.0 |    |     |    | 2.4 | 7.2  |
| 10 | Alex Hannum   | 32   | 71 |    | 20.8 | 2.1 | 6.4  | .322 |    |     |     | 1.3 | 2.2  | .604 |    |    | 4.8  | 2.2 |    |     |    | 3.8 | 5.4  |
| 11 | Chuck Cooper  | 29   | 35 |    | 16.4 | 1.7 | 4.9  | .337 |    |     |     | 1.8 | 2.4  | .738 |    |    | 3.9  | 1.7 |    |     |    | 2.0 | 5.1  |
| 12 | Bob Schafer   |      | 42 |    | 11.8 | 1.6 | 5.6  | .294 |    |     |     | 1.3 | 1.6  | .797 |    |    | 1.4  | 1.0 |    |     |    | 1.5 | 4.6  |
| 13 | Med Park      | 22   | 40 |    | 10.6 | 1.3 | 3.8  | .349 |    |     |     | 1.1 | 1.8  | .629 |    |    | 2.4  | 1.0 |    |     |    | 1.6 | 3.8  |
| 14 | Chris Harris  | 22   | 15 |    | 11.2 | 1.0 | 4.0  | .250 |    |     |     | 0.7 | 1.2  | .611 |    |    | 1.2  | 1.2 |    |     |    | 1.1 | 2.7  |

## Galardones y récords
| Jugador    | Galardón                                               |
| Bob Pettit | MVP de la Temporada de la NBA Mejor quinteto de la NBA |